# Дабагян Іван Лазарович
Іван Лазарович Дабагя́н (нар. 10 липня 1919, Чайкенд — пом. 18 січня 1979, Київ) — український радянський архітектор; член Спілки архітекторів України з 1970 року. Заслужений архітектор УРСР з 1970 року.

## Біографія
Народився 10 липня 1919 року в селі Чайкенд в теперішньому Азербайджані. 1942 року закінчив Азербайджанський індустріальний інститут в Баку. Протягом 1943–1945 првував вчителем на ГРЕС у Баку. Член ВКП(б) з 1944 року.
З 1945 по 1950 рік працював архітектором, у 1951–1952 роках — головним архітектором проекту, завідувачем архітектурно-будівельного відділу, з 1952 по 1959 рік — директором інституту «Київоблпроект». Протягом 1959–1971 років — начальник Київського обласного відділу в справах будівництва і архітектури, головний архітектор Київської області. Одночасно протягом 1965–1969 років працював у Київському інженерно-будівельному інституті. Протягом 1971–1979 років — завідувач відділу забудови сільських населеленгих пунктів київського інституту «Діпросільбуд». Помер у Києві 18 січня 1979 року.

## Роботи
Серед реалізовних проектів:
- відбудова Республіканської бібліотеки імені КПРС на вулиці Сергія Кірова № 1 у Києві (1954);
- відбудова головного корпусу Української сільськогосподарської академії на вулиці Героїв Оборони № 15 у Києві (1956—1958);
- забудова площі Возз'єднання у Переяславі-Хмельницькому (1954, у співавторстві);
- житлові будинки на бульварі Лесі Українки у Києві (1965—1967);
- забудова села Кодаків Васильківського району (1974, у співавторстві);
- забудова смт Калити Броварського району (1976, у співавторстві).

Автор публікацій:
- Проблемы развития Белой Церкви // «Строительство и архитектура». 1969. № 11 (у співавторстві) (рос.);
- Особенности развития сельских населенных пунктов Киевской области // «Строительство и архитектура». 1972. № 10 (у співавторстві) (рос.).

Брав участь у написанні «Краткого справочника по развитию населенных пунктов Киевской области» (Київ, 1974).